# Atton de Verceil
Atton de Verceil est un ecclésiastique et écrivain religieux italien du Xe siècle, devenu évêque de Verceil en 924, mort sans doute en 960.

## Éléments biographiques
On a très peu d'éléments certains sur sa biographie. Il était de famille lombarde selon ses propres dires. Son testament de 948 révèle qu'il possédait des terres dans l'actuel canton du Tessin (Valle di Blenio et Valle Levantina). Il devint évêque de Verceil après que son prédécesseur Ragembert eut péri lors de la destruction de Pavie par les Hongrois en 924. Il exerça son épiscopat sous les rois d'Italie Hugues d'Arles, Lothaire II et Bérenger II, desquels il obtint des privilèges et donations pour son diocèse. Une tradition affirme qu'il fut archichancelier du royaume sous les deux premiers ; il joua en tout cas un rôle politique important sous Lothaire II. Son successeur Ingon est signalé en janvier 961.

## Œuvre
Savant exégète et canoniste, sachant le grec, Atton fit de son siège épiscopal un foyer culturel (activité du scriptorium, acquisition de manuscrits importants). Son œuvre consiste dans les textes suivants :
- un commentaire des Épîtres de Paul (Expositio in Epistulas Pauli) ;
- le Capitulare (ou Canones statutaque Ecclesiæ Vercellensis), collection d'anciennes dispositions conciliaires destinée entre autres à combattre la simonie et le nicolaïsme ;
- le De pressuris ecclesiasticis libellus, composé vers 940, où il dénonce la simonie et souligne combien le poids des puissances laïques dans les élections épiscopales conduit à des choix indignes ;
- dix-huit brefs sermons ;
- onze lettres[3] ;
- un testament daté de 948 ;
- le Polypticon quod appellatur Perpendiculum.

L'attribution de ce dernier ouvrage à Atton a été longtemps très débattue (depuis sa publication au XVIIIe siècle). Il figure dans un manuscrit médiéval unique (Vatic. lat. 4322) contenant tous les autres textes d'Atton sauf le commentaire de saint Paul, et étant aussi le seul témoin pour une partie du De pressuris ecclesiasticis. Il y figure sous deux versions différentes copiées l'une à la suite de l'autre, et précédées chacune du monogramme d'Atton : la première version « chiffrée » par la technique de la scinderatio ou par l'usage de mots désuets ou employés dans un sens désuet, et une seconde version où le « chiffrage » de la première est en partie résolu, avec des gloses interlinéaires et de nombreuses scolies marginales (plus de 2 500 gloses et scholies). Si pour Georg Goetz, éditeur du texte pour la librairie Teubner en 1922, le Perpendiculum ne pouvait être d'Atton, mais était l'œuvre d'un faussaire ayant voulu se couvrir de son autorité, pour Giacomo Vignodelli une étude minutieuse du manuscrit et d'autres du scriptorium de Verceil montre : que le manuscrit sort bien de ce scriptorium ; qu'il date bien de l'époque d'Atton (second quart du Xe siècle) ; que donc les doutes anciennement exprimés sur l'auteur du texte sont sans fondement. Parmi les manuscrits acquis par Atton pour la bibliothèque capitulaire de Verceil figure une copie du Liber glossarum, qui a été très probablement sa principale source lexicologique pour la rédaction du texte.
Ce texte énigmatique, bâti comme un discours à l'antique, est constitué notamment de deux développements : une longue suite d'allusions voilées aux luttes politiques dans le royaume d'Italie contemporain, et une partie argumentative avec des exemples tirés de la Bible et de l'histoire antique. La thèse soutenue est la suivante : l'usurpation d'un trône déjà légitimement occupé par un roi constitue toujours une faute, non seulement morale, mais politique, même si le roi qu'on veut renverser ne correspond pas pleinement à l'idéal d'un roi chrétien ; des conjurés qui font appel à un prince étranger pour renverser leur souverain légitime se préparent non seulement une damnation dans l'au-delà, mais une déconfiture politique ici-bas. En termes voilés, l'évêque fait allusion aux conjurés qui, dans les années 920, firent venir Hugues d'Arles en Italie, s'imaginant faire de lui leur fantoche, mais qui furent eux-mêmes rapidement éliminés, n'ayant réussi qu'à installer dans le royaume un chaos qui durait encore à l'époque de la rédaction du texte, laquelle peut être datée (selon G. Vignodelli) des années 950. La visée du discours est de conjurer une seconde descente d'Otton de Germanie en Italie (après celle de 951) : le roi Bérenger II est certes un souverain déplorable, mais il ne faut pas réitérer toujours les mêmes erreurs. Ce serait donc un document anti-ottonien à opposer aux textes de Liutprand de Crémone.
Le titre signifie Traité en plusieurs chapitres, ou Le fil à plomb. Fil à plomb se réfère à l'objectif de reconstruire l'institution royale sur des principes clairs, pour éviter le chaos politique, et c'est aussi une allusion à Isaïe 34:11 (« Il étendra sur eux le cordeau du chaos et le niveau du vide »), où il s'agit du jugement de Dieu sur le royaume d'Édom. G. Vignodelli donne comme destinaire possible du texte Gui, évêque de Modène, abbé de Nonantola et archichancelier de Bérenger II.
Le Capitulare, le De pressuris ecclesiasticis et les lettres ont été publiés pour la première fois dans le tome VIII du Spicilegium de Luc d'Achery (Paris, 1666, p. 1-137). Le Perpendiculum a paru pour la première fois dans le tome II des Stephani Baluzii Tutelensis Miscellanea novo ordine digesta et non paucis ineditis monumentis... aucta de Giovanni Domenico Mansi (Lucques, 1761, p. 565-574). La première édition des Opera, en deux volumes, fut réalisée par Carlo Buronzo del Signore (Verceil, 1768). Il y eut une nouvelle édition dans le tome VI de la Scriptorum veterum collectio nova e Vaticanis codicibus d'Angelo Mai (Rome, 1832).

## Éditions
- Patrologia Latina, vol. 134, col. 9-916.
- Georg Goetz (éd.), Attonis qui fertur Polipticum quod appellatur Perpendiculum (introduction, texte latin et traduction allemande), Leipzig, B. H. Teubner, 1922.
- Joachim Bauer (éd.), Die Schrift De pressuris ecclesiasticis des Bischofs Atto von Vercelli. Untersuchung und Edition, Tübingen, 1975.